# Auchenochondria lobosa
Auchenochondria lobosa är en kräftdjursart som beskrevs av Masahiro Dojiri och Perkins 1979. Auchenochondria lobosa ingår i släktet Auchenochondria och familjen Chondracanthidae. Inga underarter finns listade i Catalogue of Life.